# Peter Rosenkranz
Peter Rosenkranz (* 1. Juli 1953 in Sulzbach-Rosenberg) ist ein deutscher Schwimmer und Olympiateilnehmer. Der 1,77 m große und 62 kg schwere Athlet startete für den SV Würzburg 05.
Er gewann 1972 die Deutsche Meisterschaft über 1500 Meter Freistil.
Bei den Olympischen Spielen 1972 in München startete er über 400 und 1500 Meter Freistil, konnte sich jedoch auf keiner dieser Strecken für das Finale qualifizieren. Über 1500 Meter schlug er nach 16:58,26 min an, aber auch seine bei den Deutschen Meisterschaften geschwommenen 16:34,8 min hätten ihn in München nicht weitergebracht.